# Chukwubuikem Ikwuemesi
Charles Chukwubuikem Ikwuemesi (sinh ngày 5 tháng 8 năm 2001) là một cầu thủ bóng đá chuyên nghiệp người Nigeria hiện tại đang thi đấu ở vị trí tiền đạo cho câu lạc bộ Salernitana tại Serie A.

## Sự nghiệp thi đấu

### Câu lạc bộ
Ikwuemesi là sản phẩm của câu lạc bộ Olive Charles Academy và Giant Brillars. Anh bắt đầu sự nghiệp tại câu lạc bộ Vorwärts Steyr theo dạng cho mượn. Vào ngày 31 tháng 12 năm 2021, khoản cho mượn của anh với Vorwärts Steyr bị chấm dứt do vấn đề tài chính. Sau một thời gian ngắn trở lại Nigeria, anh chuyển đến câu lạc bộ Krško tại Giải bóng đá hạng nhì Slovenia, nơi anh ghi 4 bàn sau 11 lần ra sân tại giải đấu. Vào ngày 2 tháng 7 năm 2022, anh ký hợp đồng với Celje tại Slovenian PrvaLiga bằng bản hợp đồng kéo dài 3 năm. Vào ngày 18 tháng 8 năm 2023, anh chuyển đến câu lạc bộ Salernitana tại Serie A theo bản hợp đồng có thời hạn đến năm 2027.

### Quốc tế
Ikwuemesi là cầu thủ trẻ quốc tế của Nigeria, từng được gọi triệu tập lên Đội tuyển bóng đá U-20 quốc gia Nigeria vào năm 2020 để chuẩn bị cho giải WAFU B Cup of Nations.